# Viola collina
Viola collina là một loài thực vật có hoa trong họ Hoa tím. Loài này được Besser miêu tả khoa học đầu tiên năm 1821.

## Hình ảnh

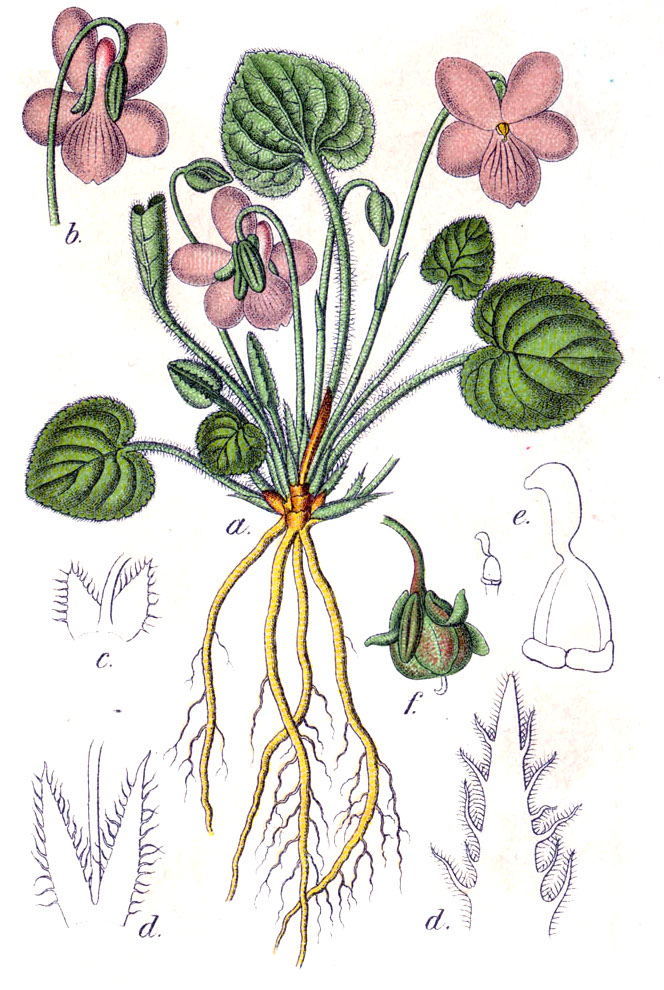
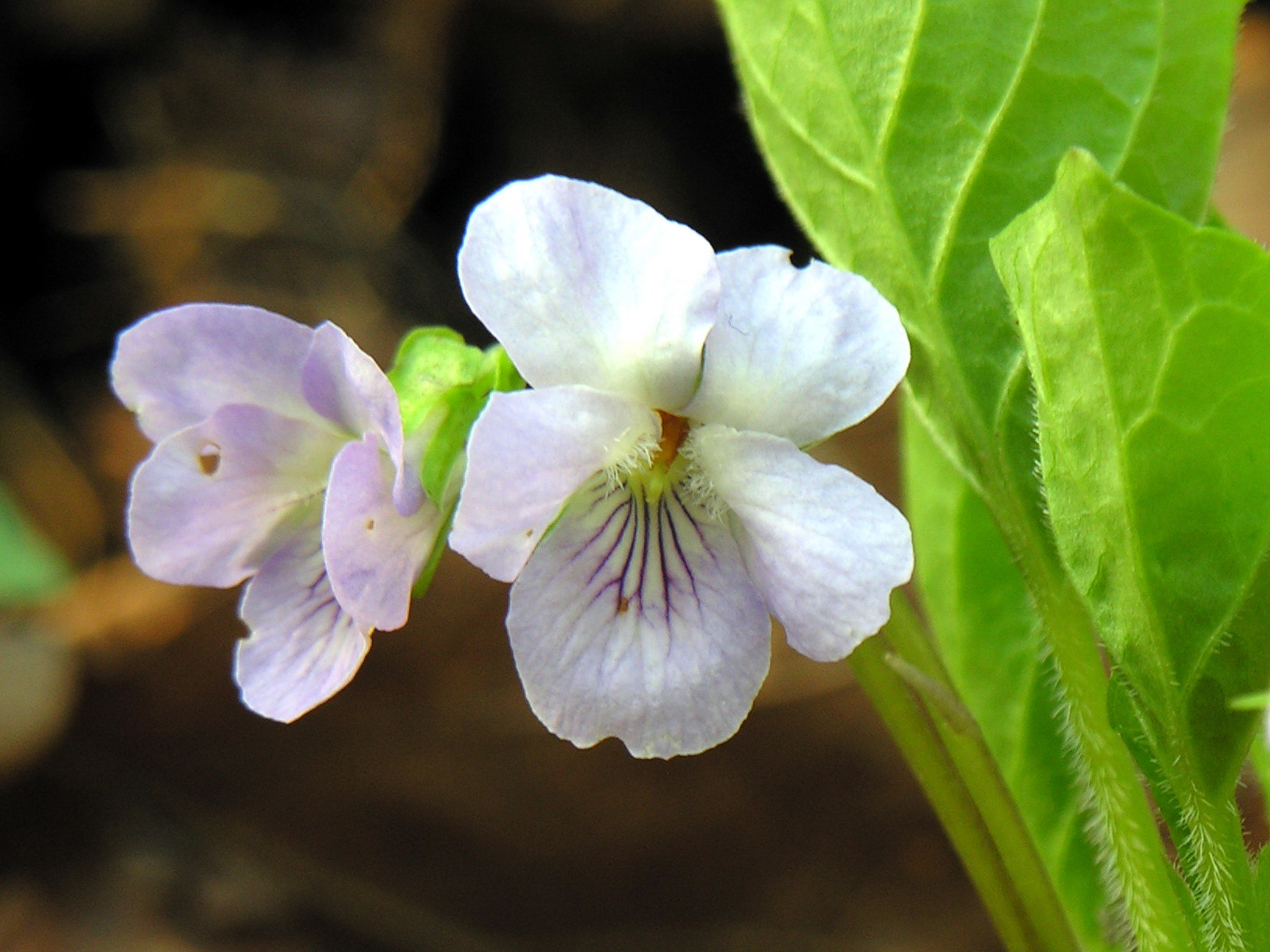
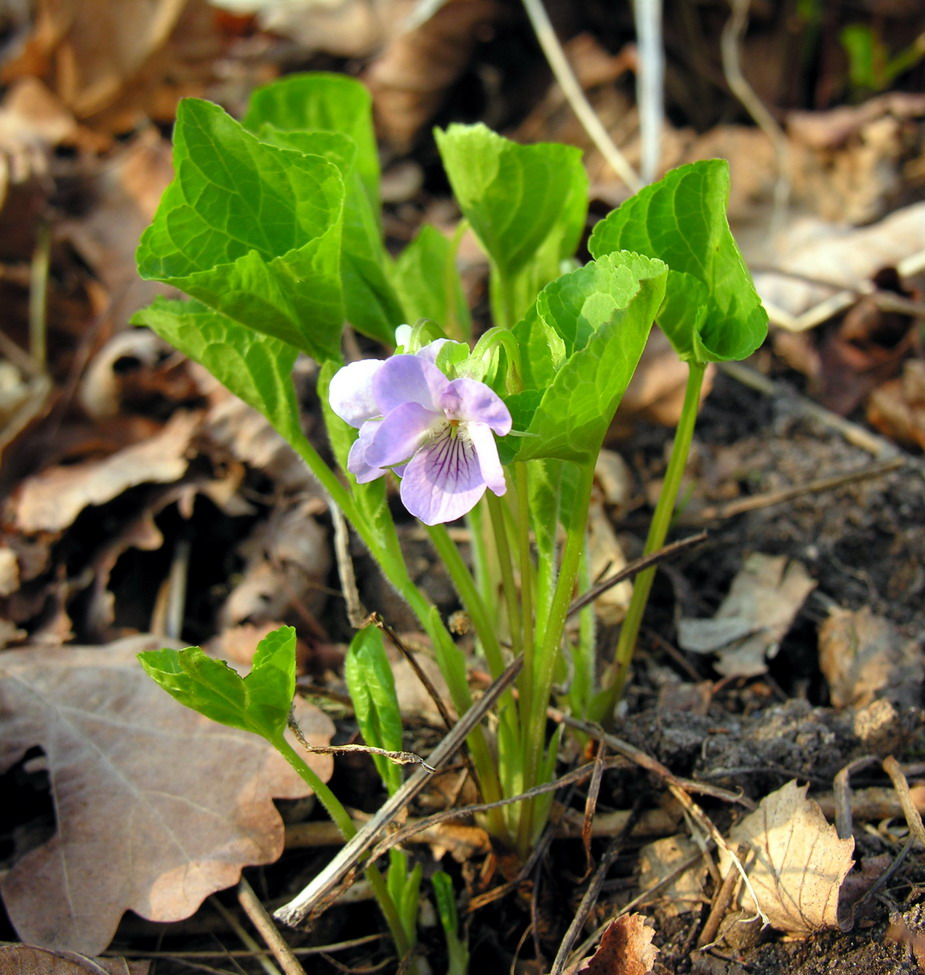
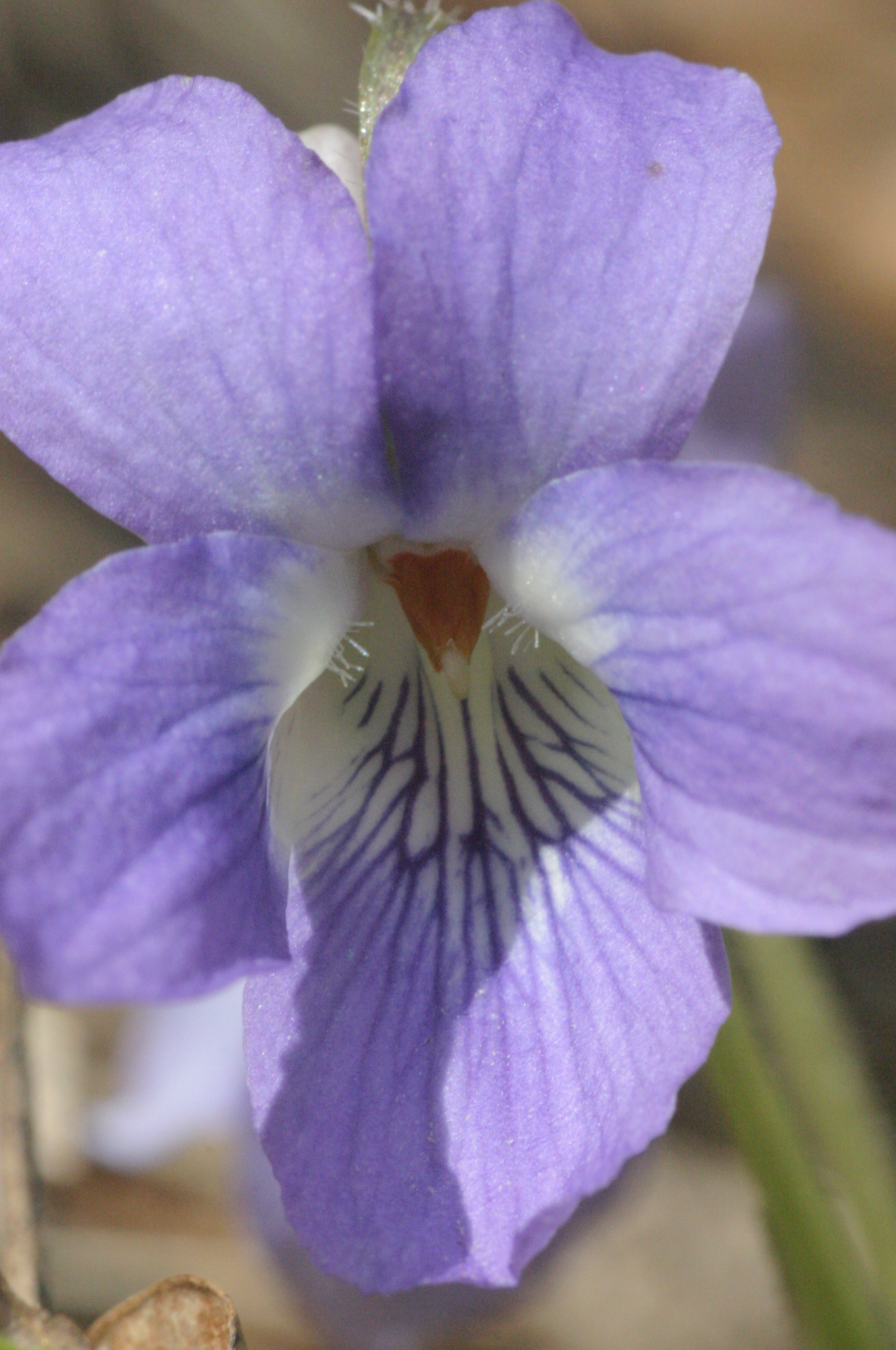